# Conophorus monticola
Conophorus monticola är en tvåvingeart som beskrevs av Paramonov 1929. Conophorus monticola ingår i släktet Conophorus och familjen svävflugor. Inga underarter finns listade i Catalogue of Life.